# Pariana gleasonii
Pariana gleasonii är en gräsart som beskrevs av Albert Spear Hitchcock. Pariana gleasonii ingår i släktet Pariana och familjen gräs. Inga underarter finns listade i Catalogue of Life.